# Hapoël Tzafririm Holon
Maillots
Le Hapoël Tzafririm Holon Football Club (en hébreu : מועדון כדורגל הפועל צפרירים חולון), plus couramment abrégé en Hapoël Tzafririm Holon, est un club israélien de football fondé en 1985 et basé dans la ville de Holon.

## Histoire du club
Le club est fondé en 1985 par la fusion de l'Hapoël Holon et de Tzafririm Holon. Le club compte à son actif 11 saisons en première division et 9 saisons en deuxième division. Il obtient son meilleur classement en Ligat HaAl lors de la saison 1992-1993, où il se classe 6e du championnat, avec 13 victoires, 5 matchs nuls et 15 défaites, soit un total de 44 points.
L'équipe est reléguée en deuxième division à l'issue de la saison 2000-2001 de la Ligat HaAl. À la fin de la saison 2004-05, le club est relégué en troisième division. La saison suivante, il est relégué en quatrième division. Puis, il est relégué en cinquième division à la fin de la saison 2007-08. 
À la fin de la saison 2008-09, il remporte le titre de cinquième division et est promu en troisième division. En raison de la restructuration de la pyramide du football israélien, le club monte deux divisions, pour la saison 2009-10. Le club est relégué en quatrième division à la fin de la saison 2010-11.
Le 6 juillet 2016, le club fusionne avec le FC Holon Yaniv en Hapoël Holon. La saison suivante, le club est refondé et s'est inscrit en cinquième division.

## Palmarès
| Compétitions nationales |
| --- |
| - Championnat d'Israël D2 (3) : - Champion : 1986-87, 1989-90 et 1999-00. - Vice-champion : 1997-98. - Championnat d'Israël D5 (1) : - Champion : 2008-09. |

## Personnalités du club

### Présidents du club
- Abraham Ezra

### Entraîneurs du club
- Mordechai Spiegler (1994 - 1996)
- Costică Ștefănescu (2001 - 2002)
- Liran Haluba

### Anciens joueurs du club
- Gheorghe Liliac (1991 - 1993)
- Aleksandr Jidkov (1993 - 1998)
- Samson Siasia (1998 - 2000)
- Ilie Stan (1999 - 2000)